# Bergsmannen
Bergsmannen med Jernkontorets Annaler (ISSN 0284-0448) är en tidskrift utgiven av Bergsmannens förlag AB. Jernkontorets Annaler, som grundades redan 1817, ingick från 1987 fram till 2023 som bilaga i tidskriften men återgick 2024 till att ges ut av Jernkontoret. Tidskriften Bergsmannen grundades 1970 av Harald Silvander men övertogs 1978 av Jernkontoret med titeln Jernkontorets Annaler med Bergsmannen fram till 1980. Bergsmannen med Jernkontorets Annaler är idag den ledande nordiska branschtidningen för stål- och gruvindustrierna.